# Cavea

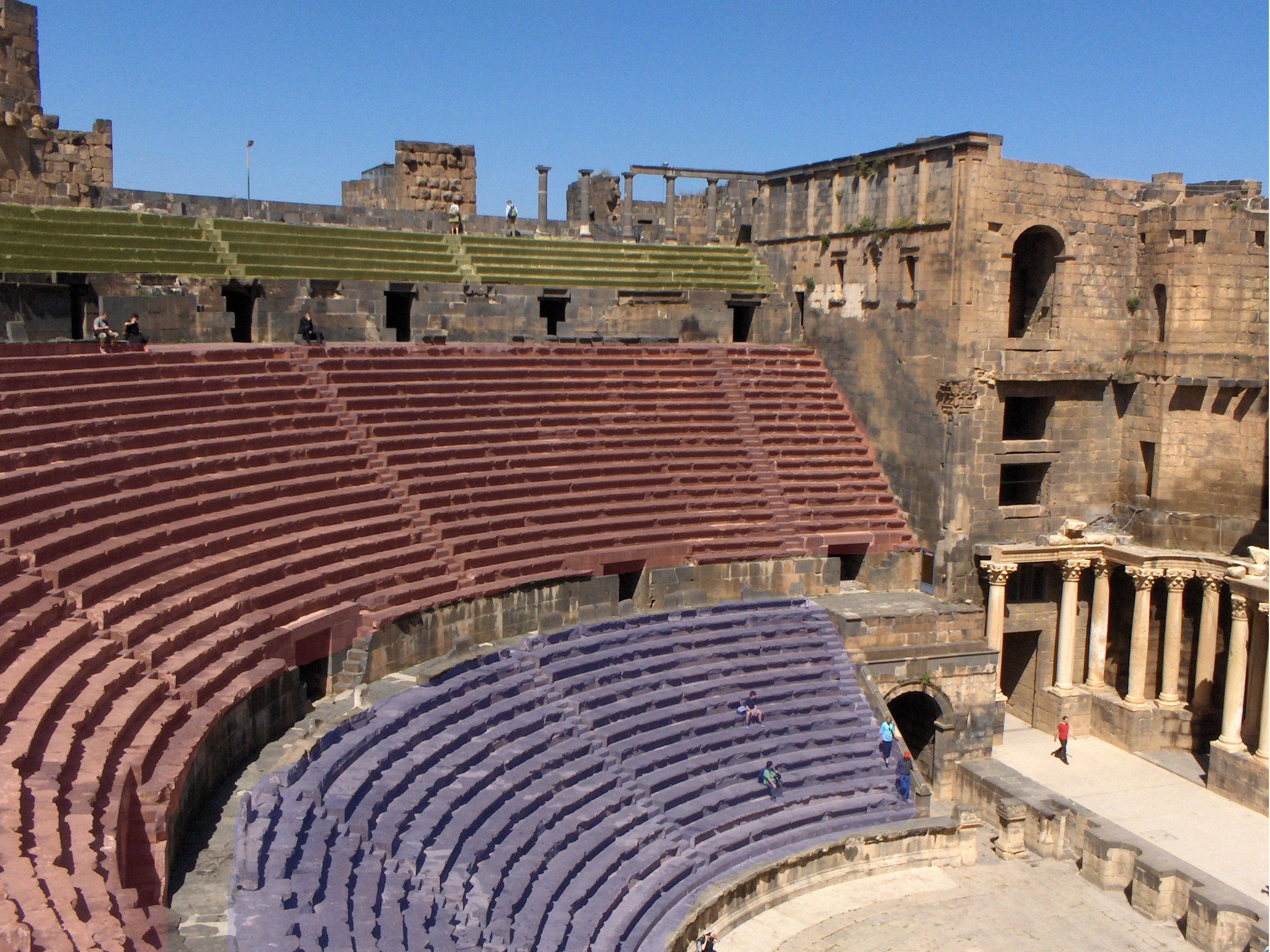
Cavea med tre nivåer i blått, rött och gult.

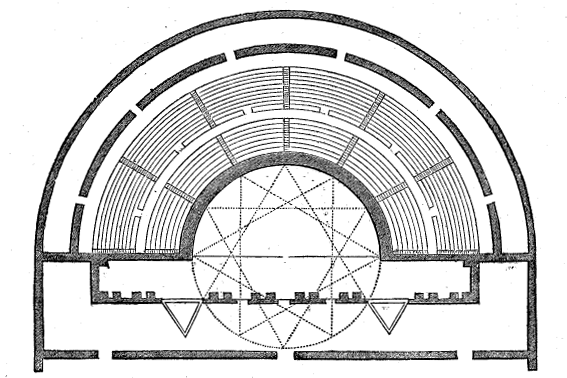
Romersk teater med cavea.

Cavea (av latin cavus ’ihålig’) är åskådarläktaren med bänkar i en halvcirkel i romerska teatrar och amfiteatrar. Cavean var vanligen indelad i tre nivåer.